# Thunderbolt (Schnittstelle)
Thunderbolt (englisch für Donnerkeil oder Blitz) ist ein besonders vielseitiges Schnittstellen-Protokoll, welches die Übertragung von Strom, Daten, Bild und Ton an Peripheriegeräte wie Monitore und Festplatten in einem Kabel vereint. Thunderbolt wurde von Intel in Zusammenarbeit mit Apple zunächst unter dem Codenamen Light Peak entwickelt. Das Format wurde zum ersten Mal am 24. Februar 2011 an den Endkunden verkauft. Technisch handelt es sich um eine Kombination aus DisplayPort und einer auf PCI Express basierenden Schnittstelle; USB-C wird ab Version 3 als Stecker verwendet.

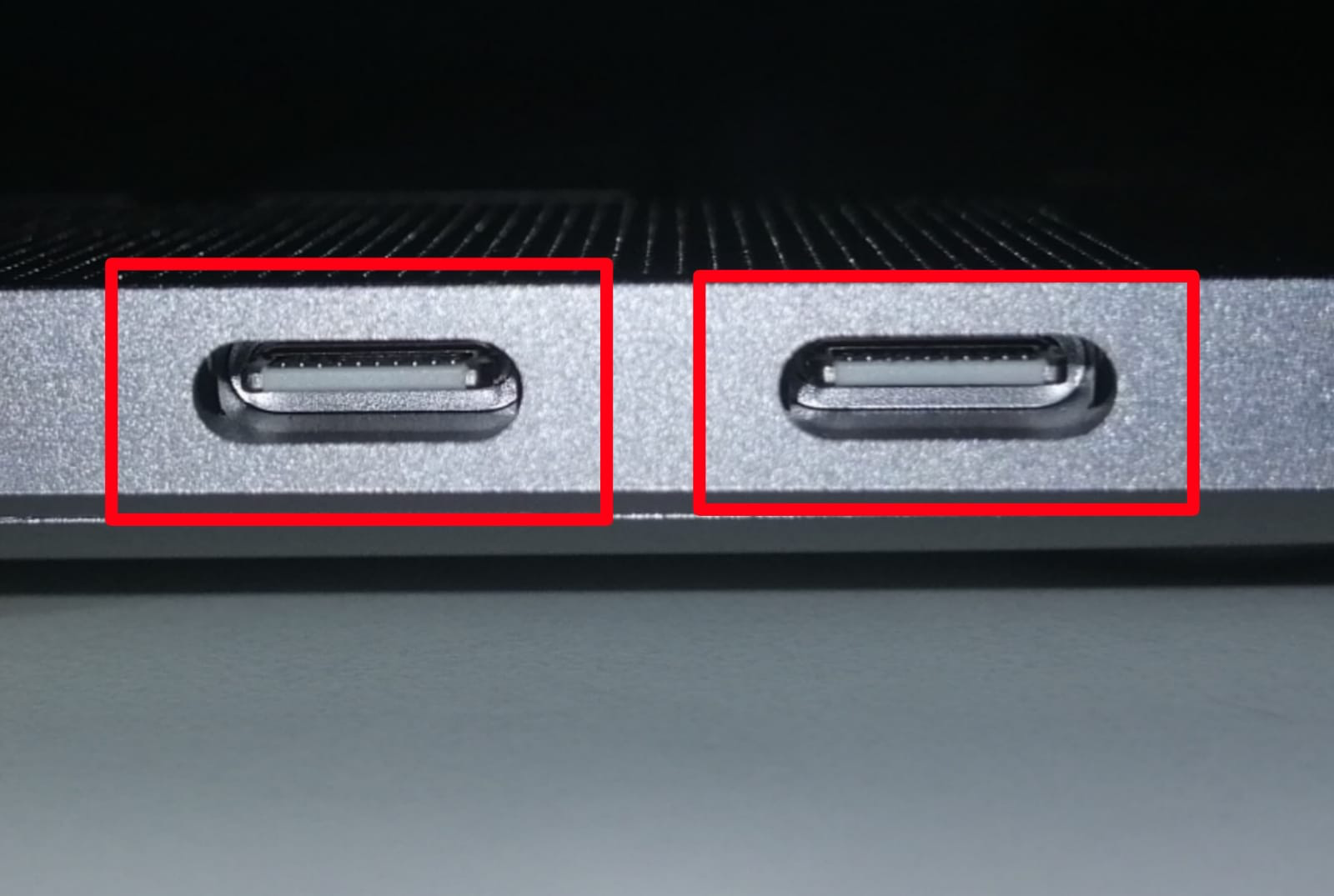
Zwei Thunderbolt-3-Anschlüsse,
kompatibel zu USB-C

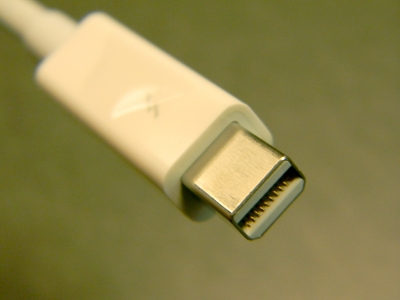
Stecker für Thunderbolt-1 und -2

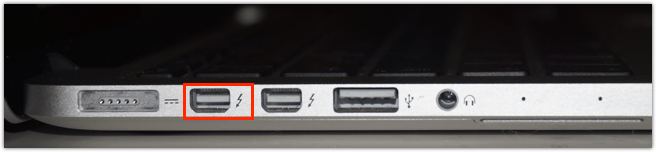
Zwei mit Blitzen ↯ gekennzeichnete Anschlüsse für Thunderbolt-1 und -2

Thunderbolt-4-Netzwerk unter Windows

Vorangegangen war die Übergabe der Lizenzen vom Erfinder Intel an USB-IF, so dass alle Hersteller zukünftig lizenzfrei Thunderbolt einsetzen können.

Logo der Intel-Thunderbolt-Schnittstelle

USB4 Gen 3×2 wurde auf der Basis von Thunderbolt 3 entwickelt. Nach der Version 4 wird USB4 Gen 4x2 bzw. Thunderbolt 5 entwickelt, das 80 + 80 Gbps symmetrisch bzw. 120 + 40 Gbps asymmetrisch unterstützen soll.

## Entwicklung

### Thunderbolt 1
Die Thunderbolt-Schnittstelle wurde auf der Hausmesse IDF 2009 erstmals intern und am 24. Februar 2011 offiziell vorgestellt. Aus Kostengründen wurde zunächst auf eine optische Übertragung verzichtet, stattdessen wird eine elektrische Übertragung über Kupferkabel verwendet. Da Thunderbolt aber aktive Kabel verwendet – das heißt, in den Steckern der Kabel befindet sich Elektronik, die die physische Ebene der Übertragungsstrecke (das Übertragungsmedium) vor dem Gerät verbirgt – wären alle Geräte auch mit optischen Kabeln kompatibel, falls diese eingeführt werden sollten. Mechanisch und elektrisch ist Thunderbolt abwärtskompatibel mit dem DisplayPort mit Mini-DisplayPort-Steckern.
Die ersten mit dieser Technologie ausgestatteten Geräte waren Notebooks der Reihe MacBook Pro von Apple, die im Februar 2011 auf den Markt kamen. Thunderbolt hätte sich nach den Plänen von Intel als universeller Anschluss durchsetzen sollen, das gelang jedoch nicht. Stattdessen wurde USB zur Standard-Schnittstelle. Thunderbolt basiert auf mehreren parallelen bidirektionalen Kanälen, auf denen seriell Daten übertragen werden. Dabei werden existierende Protokolle wie DisplayPort und PCI Express verwendet. Zunächst (das heißt, nicht bei Thunderbolt 2) gibt es zwei bidirektionale Kanäle mit Transferraten von 10 Gbit/s, die Technik bietet aber Potenzial für weit höhere Datenraten; Intel nannte im Jahre 2009 das Ziel, 100 Gbit/s innerhalb von zehn Jahren zu erreichen. Außerdem kann die Technik unterschiedliche Protokolle gleichzeitig unterstützen, wodurch sie flexibler einsetzbar wird. Elektrische Kabel werden von Intel auf bis zu drei Meter spezifiziert, optische Kabel würden, so sie existierten, größere Leitungslängen von über 10 Metern ermöglichen.
Thunderbolt-Dockingstationen sollen USB-Dockingstationen ersetzen und die bisherigen Nutzungseinschränkungen eines generischen Portreplikators nicht mehr aufweisen.
Seit dem Jahr 2012 ist Thunderbolt auch auf Windows-Systemen verfügbar. Die Thunderbolt-Schnittstelle ist eine Alternative zum (brutto) etwa halb so schnellen USB-3.0-Bus. USB hat aber die Vorteile, kompatibel zu den weit verbreiteten älteren USB-Schnittstellen zu sein sowie eine optional höhere Betriebsspannung bzw. Leistung zu bieten. Darüber hinaus kostet USB auf dem Zubehörmarkt deutlich weniger.

### Thunderbolt 2
Im Juni 2013 stellte Intel die nächste Thunderbolt-Generation namens Thunderbolt 2 vor, basierend auf dem Falcon Ridge genannten Controller. Der Produktionsbeginn war Ende 2013. Sie bietet eine Datenrate von 20 Gbit/s, was durch Zusammenlegung der beiden bisher bereits 10 Gbit/s schnellen Daten- und Display-Kanäle ohne Änderungen an der Geschwindigkeit möglich wird. Die verfügbare Bandbreite kann so flexibler genutzt werden. Thunderbolt 2 wurde im Juni 2013 durch Apple erstmals auf der WWDC für den neuen Mac Pro angekündigt.

### Thunderbolt 3
Mitte 2015 wurde vom Thunderbolt-Konsortium die dritte Version vorgestellt. Sie nutzt einen drehbaren USB-C-Stecker mit der Spezifikation USB-3.1 Gen2x1 (10 Gbit/s) und einer gesamten Übertragungsrate von bis zu 40 Gbit/s durch die Implementierung von PCI-Express 3.0 über 4 Lanes. USB-3.1 Gen2x2 wird nicht unterstützt. Dabei wurde als Anforderung die reine Datenübertragung auf 16 Gbit/s festgelegt.

### Thunderbolt 4
Im Januar 2020 kündigte Intel Thunderbolt 4 auf der US-Messe Consumer Electronics Show (CES) an. Für den Markt war diese Meldung überraschend, weil Intel den Thunderbolt-Standard seit dem 4. März 2019 der Standardisierungsorganisation USB Implementers Forum (USB-IF) übergeben hat, welche USB-Standards herausbringt und Thunderbolt als technische Basis für die Version USB 4 benutzt. Allerdings sind im Standard USB4 viele Bestandteile optional, und für den Kunden ist nicht eindeutig zu erkennen, welche Variante verwendet wurde. Hingegen ist die Erfüllung der folgend genannten Bestandteile zwingend, zu denen sich die Hersteller zur Zertifizierung verpflichten müssen, um dem Standard Thunderbolt 4 zu genügen:
- Mindest-Übertragungsgeschwindigkeit von 40 Gbit/s (wie Thunderbolt 3)
- Thunderbolt-4-Anschlüsse müssen mindestens in der Lage sein, ein 8K-Signal oder zwei 4K-Signale gleichzeitig zu übertragen
- die Möglichkeit, einen Laptop-Akku über den Anschluss aufzuladen, sofern das Laptop-Netzteil auf eine Leistungsabgabe von maximal 100 Watt ausgelegt ist
- ein Peripheriegerät, das an einem Thunderbolt-4-Anschluss angeschlossen ist, muss den Computer aus dem Ruhezustand wecken können
- die Bandbreite für reine Datenübertragungen per PCIe liegt verbindlich bei vier PCIe-Lanes mit 32 Gbit/s

### Thunderbolt 5
Die Thunderbolt-5-Generation kann bis zu 120 Gbit/s übertragen. Darüber hinaus ist sie in der Lage, TB5-kompatible Geräte mit einer Leistung von 140 bis 240 Watt zu laden. Thunderbolt 5 nutzt die gleiche Technologie wie USB4 Version 2.0. Über einen Thunderbolt-5-Anschluss können beispielsweise zwei in Reihe geschaltete 6K-Displays mithilfe von Displayport 2.1 betrieben werden.
Die Zertifizierung Thunderbolt 5 verpflichtet Hersteller zu folgenden Standards:
- PAM-3 sorgt für eine gesteigerte Datenübertragung:
  - bidirektionale Übertragungsrate bis zu 80 Gbit/s
  - bidirektionaler asymmetrischer Modus mit bis zu 120 Gbit/s Übertragungsrate in eine Richtung bei bis zu 40 Gbit/s in Gegenrichtung
- min. 140 Watt bis zu 240 Watt Leistung

## Vergleich der Generationen
| Gen  | Konnek- tor | Datenrate (GBit/s)          | Datenrate (GBit/s) | Display- Port (Gen) | Auflösung (max. 16:9) | Strom- versorgung           | Takt (GHz) | PCI Express (Version) | PCIe Lanes | Controller | Leitungs- Code | Quelle |
| Gen  | Konnek- tor | gesamt                      | PCIe               | Display- Port (Gen) | Auflösung (max. 16:9) | Strom- versorgung           | Takt (GHz) | PCI Express (Version) | PCIe Lanes | Controller | Leitungs- Code | Quelle |
| ---- | ----------- | --------------------------- | ------------------ | ------------------- | --------------------- | --------------------------- | ---------- | --------------------- | ---------- | ---------- | -------------- | ------ |
| TB 1 | mini DP     | 010+10 Gbit/s               | 04 Gbit/s          | 1.1a                | 4k 030Hz 08Bit        | –                           | 10,3125    | 2.0                   | 2          | DSL2310    | 64b66b         | Quelle |
| TB 2 | mini DP     | 020+20 Gbit/s               | 08 Gbit/s          | 1.2                 | 4k 060Hz 08Bit        | –                           | 10,3125    | 2.0                   | 2          | DSL5520    | 64b66b         | Quelle |
| TB 3 | USB-C       | 040+40 Gbit/s               | 16 Gbit/s          | 1.2                 | 4k 060Hz 08Bit        | max. 5 A/20 V               | 20,625     | 3.0                   | 4          | DSL6340    | 64b66b         | Quelle |
| TB 4 | USB-C       | 040+40 Gbit/s               | 32 Gbit/s          | 1.4                 | 8k 060Hz 10Bit        | max. 5 A/20 V               | 20,625     | 3.0                   | 4          | JHL8440    | 64b66b         | Quelle |
| TB 5 | USB-C       | 080+80 Gbit/s 120+40 Gbit/s | 64 Gbit/s          | 2.1                 | 8k 120Hz 10Bit        | max. 5 A/28 V max. 5 A/48 V | –          | 4.0                   | 4          | JHL9580    | –              | Quelle |

### Zukünftige Versionen
Intel arbeitet bereits an einer neuen Version von Thunderbolt, die aber noch nicht finalisiert ist. Jedoch soll auch zukünftig ein wesentlicher Teil der Funktionen verpflichtend sein, der bei USB nur optional ist. Unter anderem soll eine nochmals höhere Übertragungskapazität garantiert werden, sowie Displayport in Version 2.1.
| Thunderbolt Version | 3                                     | 4                           | Quelle |
| --- | ------------------------------------- | --------------------------- | ------ |
| Eine Marke, ein Logo und ein Symbol zur Vereinfachung des Einkaufs                                                                                           | Grünes Häkchensymbol für ja           | Grünes Häkchensymbol für ja | [ 32 ] |
| Ein universaler Anschluss für Strom und Zubehör | Rotes X oder Kreuzchensymbol für nein | Grünes Häkchensymbol für ja | [ 33 ] |
| Ein universales wendbares Kabel bis zu 2 m | Rotes X oder Kreuzchensymbol für nein | Grünes Häkchensymbol für ja | [ 34 ] |
| Ein Computer, der mit einem Thunderbolt-Dock verbunden ist, wacht bei der Berührung der Tastatur oder Maus auf, auch wenn der Computerdeckel geschlossen ist | Rotes X oder Kreuzchensymbol für nein | Grünes Häkchensymbol für ja | [ 35 ] |
| Markenübergreifender Zertifizierungsstandard für Computer, Kabel und Zubehör                                                                                 | Grünes Häkchensymbol für ja           | Grünes Häkchensymbol für ja | [ 36 ] |

## Kompatibilität

### Thunderbolt 1/2
Thunderbolt ist nicht kompatibel mit Mini DisplayPort, obwohl sie dieselben Stecker/Buchsen verwenden. Wenn die Quelle Mini DisplayPort ist, funktionieren Thunderbolt-Kabel nicht, sowie bei einem Thunderbolt-Display funktionieren Mini-DisplayPort-Kabel nicht.

### Thunderbolt 3/4
Thunderbolt 3/4 ist im Gegensatz zu USB 4.0 nicht abwärtskompatibel mit USB 3.2 Gen2x2 (20Gbps) und kann via USB 3.2 nur eine maximale Übertragungsrate von 10Gbps (USB 3.1 Gen2x1) nutzen.
USB 4.0 ist abwärtskompatibel mit Thunderbolt 3, jedoch sind einige Features bei USB 4.0 nur optional. Um gewünschte Features nutzen zu können, wird entsprechende Hardware und Betriebssystemsoftware bei Sender, Kabel und Empfänger benötigt.

### Adapter
Apple ist der einzige Anbieter eines bidirektionalen Adapters für Thunderbolt-2-Geräte zu USB-C-Buchsen, der beispielsweise auch für Festplatten funktioniert, hingegen werden Mini Display Port zu USB-C-Adapter (zur Bildschirmübertragung) ausschließlich von anderen Herstellern, wie InLine, DeLOCK, Club 3D oder StarTech hergestellt.

## Funktionsweise
Thunderbolt wird als Controller in Geräte integriert. Die erste Version basierte auf Kupferleitungen, in späteren Versionen kam ein Modul zur Umwandlung optischer und elektrischer Signale hinzu. Reihenschaltungen von bis zu sechs Peripheriegeräten ohne Leistungsverlust sind ebenfalls möglich. Miteinander verbundene Thunderbolt-Chips arbeiten mit einem synchronen Taktsignal. Um Laufzeitprobleme zu vermeiden, sollen die Timer bei maximal sieben Hops einer Thunderbolt-Gerätekette nur bis zu 8 Nanosekunden voneinander abweichen.
Ein Thunderbolt-Kabel ist technisch sehr aufwendig. In den zwei Steckern eines Kabels sind zwölf Chips verbaut (Stand 2012). Dies erklärt das längliche und klobige Design der Stecker sowie die Erhitzung im Betrieb.

## Sicherheitsproblem
Steckt man ein Gerät an, besteht die Möglichkeit des Speicherdirektzugriffs (DMA) – lesend und schreibend. Dieses Einfallstor soll durch IOMMU auf Host-Seite begrenzt werden, jedoch unterstützen unter Windows nur Windows 10 Enterprise und Windows 11 Enterprise IOMMU. Aktiv ist es normalerweise ohnehin nicht. Unter Linux ist IOMMU im Kernel unterstützt.

## Spezifikationen

### Thunderbolt 3
- Thunderbolt
  - 40-Gbit/s-Thunderbolt-3 – verdoppelte Geschwindigkeit gegenüber Thunderbolt 2
  - 4 PCI-Express-3.0-Lanes (= 32 Gbit/s), beispielsweise für externe Grafikkarte (eGPU)
  - Thunderbolt-Netzwerk – 20-Gbit/s-Ethernet zwischen Computern
- USB – kompatibel mit vorhandenen USB-Geräten und -Kabeln
  - USB 3.1 Gen 2x1 (10 Gbit/s)[24][25]
  - USB-C-Steckverbinder und Kabel (klein, verpolungsgeschützt durch 2-fache Rotationssymmetrie)
- DisplayPort – kompatibel mit vorhandenen DisplayPort-Geräten und -Kabeln
  - 8 DisplayPort-1.2-Lanes (HBR2 (High Bitrate) und MST (Multi-Stream Transport))
  - unterstützt zwei 4K-Displays (4096 × 2160 30bpp @ 60 Hz)
  - verbindet DVI-, HDMI- und VGA-Displays über Adapter
- Stromversorgung (basiert auf USB Power Delivery)
  - bis zu einer Leistung von 100 Watt
  - 15 Watt für vom Bus versorgte Geräte
- Daisy Chain (Durchschleifen) von bis zu sechs Geräten
- geringste Latenz für PCI-Express-Audioaufnahme

### Thunderbolt 4
- Thunderbolt
  - 40-Gbit/s-Thunderbolt-4 – gleiche Geschwindigkeit wie Thunderbolt 3
  - 4 PCI-Express-3.0-Lanes (= 32 Gbit/s), beispielsweise für externe Grafikkarte (eGPU)
  - Thunderbolt-Netzwerk – 20-Gbit/s-Ethernet zwischen Computern
- USB – kompatibel mit vorhandenen USB-Geräten und -Kabeln
  - Basierend auf USB 4 mit allen Funktionen Pflicht
  - USB-C-Steckverbinder und Kabel (klein, verpolungsgeschützt durch 2-fache Rotationssymmetrie)
- DisplayPort – kompatibel mit vorhandenen DisplayPort-Geräten und -Kabeln
  - 8 DisplayPort-Lanes (HBR2 (High Bitrate) und MST (Multi-Stream Transport))
  - unterstützt zwei 4K-Displays (4096 × 2160 30bpp @ 60 Hz) und neu nun ein 8K-Display (7680 × 4320).
  - verbindet DVI-, HDMI- und VGA-Displays über Adapter
- Stromversorgung (basiert auf USB Power Delivery)
  - bis zu einer Leistung von 100 Watt
  - 15 Watt für vom Bus versorgte Geräte
- Hub-Support statt nur Daisy Chain (Durchschleifen). Rückwärtskompatibel.
- geringste Latenz für PCI-Express-Audioaufnahme